# Peppermint Anime
Peppermint Anime ist ein deutscher Publisher von Anime-Serien und -Filmen mit Hauptsitz in München. Vertrieben werden Animes auf DVD, Blu-ray Disc oder als Video-on-Demand auf der eigenen Streaming-Plattform AkibaPass TV oder Netflix. Auch zeigt Peppermint Anime einige Anime-Filme vor einer Disc-Veröffentlichung in ausgewählten Kinos, sowohl mit deutscher Synchronisation als auch im Originalton mit deutschen Untertiteln.

## Geschichte
Peppermint Anime entstand 2012 als Label der Peppermint Enterprises Ltd. & Co. KG.  Im Jahr 2013 startete Peppermint Anime mit der Anime-Serie Valvrave the Liberator den ersten Simulcast eines deutschen Anime-Publishers auf der Plattform Vimeo. In den darauffolgenden Jahren folgten weitere Simulcasts unter anderem bei MyVideo. Peppermint Enterprises gliederte 2015 das Label als eigene Firma aus, so entstand die Peppermint Anime GmbH als ein Joint Venture zwischen der Peppermint Enterprises und Aniplex.

## AkibaPass TV
Die Video-on-Demand-Plattform AkibaPass wurde 2016 von Peppermint Anime gestartet und nutzte die VoD-Software von Wakanim. Es richtete sich an ein Publikum aus dem deutschsprachigen Raum. Neben den Simulcasts und weiteren eigenen Titeln wurden auf der Plattform auch Titel anderer Publisher wie Universum Anime und FilmConfect angeboten. Die Simulcasts von Peppermint Anime wurden zur Herbst-Season 2017 auf der französischen VoD-Plattform Wakanim gezeigt, die in den deutschsprachigen Raum expandierte. Zum 31. Juli 2018 wurde das Streamingangebot von AkibaPass eingestellt und dessen Peppermint Anime-Portfolio auf Wakanim übernommen. Da AkibaPass auch Titel anderer Publisher hatte und die Lizenzen neu verhandelt werden mussten, wurde den Nutzern das Geld der gekauften VoD-Titel erstattet. AkibaPass wurde zu einer Shop- und Event-Plattform umfunktioniert.
Am 3. November 2022 reaktivierte Peppermint Anime sein Streaming-Segment AkibaPass unter dem neuen Namen AkibaPass TV. Die Plattform basiert auf der VoD-Software von Vimeo. Der Streamingdienst funktioniert nicht nach dem klassischen Subscription-Video-on-Demand-Prinzip, sondern Staffeln und Filme können entweder für 90 Tage geliehen werden oder gekauft werden, um sie unbegrenzt anzusehen und herunterzuladen. Es werden diverse Animes, Filme und OVAs angeboten, wobei zu jeder Saison neue Simulcasts parallel zur TV-Ausstrahlung in Japan veröffentlicht werden. Am 8. März 2024 gab Peppermint Anime bekannt, dass man eine Partnerschaft mit dem Streaming-Dienst Pluto TV eingegangen sei, um zwei neue kostenlose Online-TV-Kanäle anbieten zu können.

## AkibaPass-Festival
Seit 2015 veranstaltet Peppermint Anime jährlich das AkibaPass Festival, das im Januar (bzw. 2022 im Februar) durch Kinos in deutschen Großstädten und Wien tourt. Bis zur Umbenennung im Jahre 2017 war das Event noch unter dem Namen Peppermint Anime Festival bekannt. Neben Peppermint Anime zeigen auch andere Publisher, wie z. B. Universum Anime Filme auf dem Festival. Im Jahr 2018 wurden 14 Filme, darunter zahlreiche Deutschland- und Österreich-Premieren, in 10 Städten präsentiert. Für 2019 wurde mit Pasching eine weitere Stadt in Österreich für das Festival angekündigt. Insgesamt findet das Festival in 11 deutschen und österreichischen Städten statt.

## Liste der Anime
- Akame ga Kill!
- Alice Gear Aegis Expansion
- Anne Shirley
- AnoHana – Die Blume, die wir an jenem Tag sahen
- Assassination Classroom
- Bakemonogatari
- Baki
- BanG Dream!
- Bear Bear Bear Kuma!
- Beelzebub
- Bibliophile Princess
- Black Bullet
- Blood+
- Blue Thermal
- By the Grace of the Gods
- Call of the Night
- Captain Earth
- Card Captor Sakura
- Cardcaptor Sakura – Clear Card Arc
- Cautious Hero
- Cells at Work!
- CENCOROLL CONNECT
- Charlotte
- Classroom Crisis
- Cowboy Bebop
- D.Gray-man Hallow
- Darker than Black
- Darwin’s Game
- Demon King Daimao
- Demon Slave: The Chained Soldier
- Demon Slayer: Kimetsu no Yaiba
- Durarara!!
- Encouragement of Climb
- Endo and Kobayashi Live! The Latest on Tsundere Villainess Lieselotte
- Erased – Die Stadt, in der es mich nicht gibt
- Eromanga Sensei
- Eyeshield 21
- Fate/Grand Order
- Fate/kaleid liner Prisma Illya
- Fate/stay night: Unlimited Blade Works
- Fate/stay night: Heaven’s Feel
- Fate/Zero
- Fire Force
- Flower and Asura
- Fortune Favors Lady Nikuko
- Free!
- Fruits Basket
- Garo: Vanishing Line
- Gleipnir
- Granblue Fantasy
- Guilty Crown
- Gunslinger Stratos
- Haikyu!!
- Helck
- High School Fleet
- Hotarubi no Mori e
- How I Attended an All-Guy's Mixer
- I Want to Eat Your Pancreas
- I've Somehow Gotten Stronger When I Improved My Farm-Related Skills
- ID: INVADED
- Immoral Guild
- Infini-T Force
- Interspecies Reviewers
- Kandagawa Jet Girls
- Kenichi: The Mightiest Disciple
- Kill la Kill
- King’s Game The Animation
- Kinmoza! The Movie: Thank You!!
- Kiznaiver
- Kizumonogatari
- Kuma Kuma Kuma Bear
- Level 1 Demon Lord & One Room Hero
- Love Flops
- Love Stage!!
- The Case Files of Lord El-Melloi II
- Mademoiselle Hanamura
- Magia Record
- Magic Kaito 1412
- Magical Girl Spec Ops Asuka
- Management of Novice Alchemist
- March Comes in like a Lion
- Mary und die Blume der Hexen
- Monogatari Series
- Mushishi
- Mutafukaz
- My Deer Friend Nokotan
- My Life as Inukai-san's Dog
- My Master Has No Tail
- Myriad Colors Phantom World
- Natsume Yūjinchō
- Nananas geheimnisvoller Schatz
- Occultic;Nine
- Oshi no Ko
- Otaku Elf
- Our Last Crusade or the Rise of a New World
- Penguindrum
- Persona 3: The Movie
- Persona 5: The Animation
- Planetarian: Snow Globe
- Plastic Memories
- Plus-Sized Elf
- Protocol: Rain
- Qualidea Code
- Ragna Crimson
- Rascal Does Not Dream of Bunny Girl Senpai
- Record of Grancrest War
- Reincarnated as a Sword
- Rewrite
- Rosario + Vampire
- Saekano: How to Raise a Boring Girlfriend
- Saint Young Men
- Samurai Flamenco
- Shigatsu wa Kimi no Uso – Sekunden in Moll
- Shirobako: The Movie
- Silver Spoon
- Sound! Euphonium
- Spy Classroom
- Steins;Gate
- Steins;Gate 0
- Super HxEros
- Sword Art Online
- Sword Art Online Alternative: Gun Gale Online
- Sword Art Online – The Movie: Ordinal Scale
- Terra Formars
- The Anthem of the Heart
- The Asterisk War
- The Dangers in My Heart
- The Eminence in Shadow
- The Knight in the Area
- The Misfit of Demon King Academy
- The Most Heretical Last Boss Queen
- The Promised Neverland
- The Seven Deadly Sins
- The Testament of Sister New Devil
- The Testament of Sister New Devil: Departures
- Toilet-Bound Hanako-kun
- Tonbo!
- Trigun
- Tsurune
- Undead Unluck
- UQ Holder!
- Urusei Yatsura
- Valvrave – The Liberator
- When Will Ayumu Make His Move?
- Wolf’s Rain
- WWW.Working!!
- Ya Boy Kongming!
- Your Voice: Kimikoe